# Marianópolis do Tocantins
Marianópolis do Tocantins is een gemeente in de Braziliaanse deelstaat Tocantins. De gemeente telt 4.743 inwoners (schatting 2009).